# Стански, Питер
Питер Стански (англ. Peter David Lyman Stansky; род. 18 января 1932, Нью-Йорк, Нью-Йорк) — американский историк, специалист по современной Британии, оруэлловед, именной профессор-эмерит Стэнфорда, в котором числится с 1968, заведовал кафедрой истории (1975-82). Почетный куратор-эмерит в Hoover Institution Library and Archives. В 2000-1 директор Stanford Humanities Center. Член Американской академии искусств и наук и Королевского исторического общества.

## Биография и творчество
Жил в Бруклине.
Окончил со степенями бакалавра истории Йельский (в 1953) и кембриджский Королевский (1955; учился с 1953) колледжи, в последнем получил также степень магистра искусств (1959). Вспоминал: «Следует помнить, что пятидесятые годы были очень спокойными по сравнению с суматохой шестидесятых. Это было также время маккартизма, поэтому люди были очень осторожны».
Докторскую степень получил в Гарварде (в 1961), где преподавал сперва до перехода в Стэнфорд в 1968, в котором займет именную кафедру (Frances and Charles Field Chair) истории. Его преемником там как профессора британской истории станет Priya Satia.
Являлся президентом NACBS.
Исследователь современной британской истории, его интересовали Уильям Моррис, группа Блумсбери и Джордж Оруэлл.
Биограф Леонарда Вульфа.
В 1970-х годах вместе с соавтором Уильямом Абрахамсом выпустил два новаторских исследования — «Неизвестный Оруэлл» (1972) и «Оруэлл, трансформация» (1979). Вдова Оруэлла Соня, с которой они сперва ладили, впоследствии начала требовать от них, чтобы их работы об Оруэлле были менее биографичными, ибо тот при смерти пожелал, чтобы его биографию не писали. Как вспоминал Стански, вдова была настолько разъярена их книгой, что даже заказала официальную биографию покойного супруга у Бернарда Крика, с которым, однако, в конце концов тоже поссорится (и пыталась предотвратить и того публикацию, однако согласно контракту оная все равно вышла в 1980-м). Стански также отмечал, что «Неизвестный Оруэлл», по-видимому, является первым строго биографическим исследованием о писателе (это подтверждает Priya Satia: «Профессор Стански и его соавтор Уильям Абрамс были первыми, кто опубликовал по-настоящему содержательную биографию, биографическое исследование Оруэлла, в то время, когда было очень трудно опубликовать любую биографию Джорджа Оруэлла»). Стански также отмечал, что в этих книгах у соавторов «не было никакого интереса выходить за рамки гражданской войны в Испании, которая, как мы чувствовали, нанесла последние штрихи на создание Джорджа Оруэлла» (иначе говоря, оба тома охватывают биографию Оруэлла вплоть до 1937 года). Затем под его редакцией вышел том о нем «On 1984».
В 1984 году получил степень почетного доктора филологии в Виттенбергском университете. Трижды финалист National Book Awards.
Автор более двух десятков книг, в частности On or About December 1910 (Harvard University Press, 1997), Edward Upward: Art and Life (2016), Twenty Years On: Views and Reviews of Modern Britain (2020) {Рец.}. Соавтор Journey to the Frontier: Two Roads to the Spanish Civil War. Последняя книга — «Социалистический патриот: Джордж Оруэлл и война» (2023).